# 1910 في البرازيل
فيما يلي قوائم الأحداث التي وقعت خلال عام 1910 في البرازيل.

## سياسة

### تعيين في المنصب
- 15 نوفمبر – فينسيسلاو براس نائب رئيس البرازيل [الإنجليزية]‏.

### انتهاء فترة المنصب
- 15 نوفمبر – نيلو بيسانيا رئيس البرازيل.

## ظهور
- 1 يناير – جيو جيتسو برازيلية

## مواليد

### يناير
- 16 يناير – إيفان راميز لاعب كرة قدم برازيلي.

### فبراير
- 4 فبراير – رودولفو ماير ممثل برازيلي.
- 22 فبراير – أرييل نوغيرا لاعب كرة قدم برازيلي.

### مارس
- 4 مارس – تانكريدو نيفيس سياسي برازيلي.
- 31 مارس – هيتور كانالي لاعب كرة قدم برازيلي.

### أبريل
- 27 أبريل – رانييري مازيلي سياسي برازيلي.

### مايو
- 20 مايو – ألجيستو لورينزاتو لاعب كرة قدم برازيلي.

### نوفمبر
- 12 نوفمبر – رودولفو بارتيكزكو لاعب كرة قدم برازيلي.
- 25 نوفمبر – خوسيه دوس سانتوس لوبيز لاعب كرة قدم برازيلي.

### ديسمبر
- 16 ديسمبر – أتيلا دي كارفاليو لاعب كرة قدم برازيلي.

## وفيات

### يناير
- 17 يناير – جواكيم نابوكو (مواليد 1849)